# Jeszenszky Kálmán
Kisjeszeni Jeszenszky Kálmán (Balassagyarmat, 1873. október 11. – Esztergom, 1946. január 29.) katolikus pap, a Madách Társaság elnöke.

## Élete
A teológiát Esztergomban végezte, ahol 1896-ban pappá szentelték. Kisegítő Nagysárón, 1897-től Budapesten hitoktató, 1900-tól gimnáziumi hittan tanár.
1907-1931 között plébános Balassagyarmaton (1914-től címzetes zebegényhegyi apát. 1924-től pápai prelátus). Balassagyarmat város hitéletének fellendítését valamely szerzetesrend letelepítésében látta. Választása a Szalézi Társaságra esett. Az első világháború után az 1924-ben üressé vált csendőrlaktanyában 30 hadiárvát helyezett el és megalapította a Szent Imre Fiúárvaházat. Utóda, Kray Pál hívására 1934. augusztus 20-án megérkeztek az első szalézi atyák. Dr. Trikál József pápai prelátus adománya tette lehetővé a csendőrlaktanya átalakítását középiskolai internátussá. Magos (Munk) Dezső építészmérnök tervezte és Trikál József 1935-ben áldotta meg a szaléziak első magyarországi Don Bosco templomát. A rendszerváltást követően 1992-ben történt meg a ház újraalapítása. Elnöke volt a Madách Társaságnak.
1931-1946 között Esztergomban élt, először mint mesterkanonok, majd 1939-től barsi és szenttamáshegyi főesperes, 1944-től szentistvánvári prépost. 1932-től az esztergomi főszegyházmegyei plébános és cenzor. 1935-től főszentszéki bíró.

## Művei
- Beszédsorozat női tanintézetek számára, Győr, 1902
- Emléklapok a balassagyarmati katolikus legényegylet zászlószentelésére, Balassagyarmat, 1902
- Karcolatok a nőnevelésről, Balassagyarmat, 1906
- Háborús utam emlékei, 1917
- A balassagyarmati római katolikus elemi fiúiskola vázlatos története, Balassagyarmat, 1934

Írásai megjelentek az Alkotmány, az Esztergom, a Jézus Szent Szíve Hírnöke, a Magyar Állam, a Mária Kert, a Nógrádi Hírlap, a Nógrádi Lapok és a Honti Hírlap című újságokban.
Írói álneve: Jeszenei